# Кролевецьке переборне ткацтво
Кролевецьке переборне ткацтво — ремесло, що побутує у місті Кролевець; елемент нематеріальної культурної спадщини України. Для кролевецьких рушників та інших виробів характерне поєднання білого і червоного кольорів та специфічна орнаментика.

## Історичні відомості

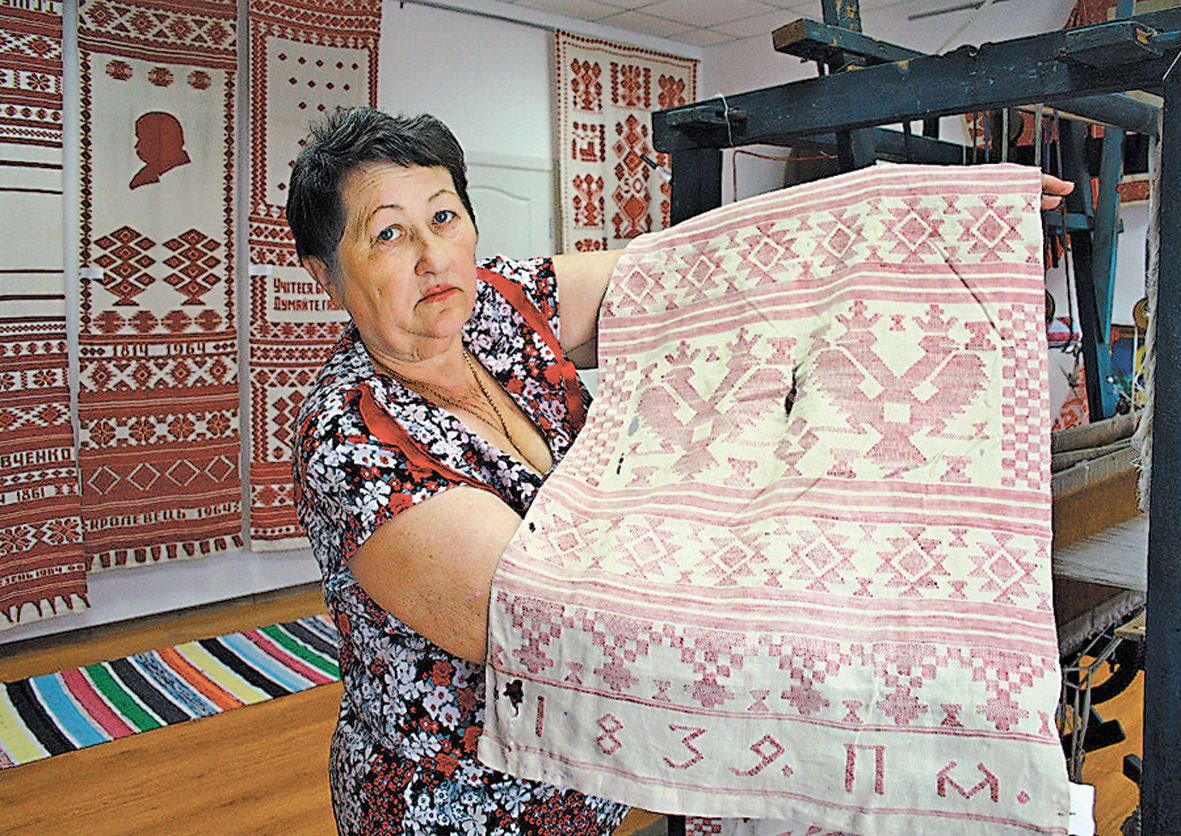
Рушник, виишитий у 1839 р.

Першою письмовою згадкою про кролевецьке ткацтво вважається замітка другої половини XVIII століття (дані Рум'янцевського опису за 1765—1769 рр.). А вже в 1781 році у джерелах згадуються конкретні ткачі, що займалися виготовленням килимів та біло-червоних рушників. Це родина Оболонських (мати та чотири сини), майстри Кіндрат Бичко, Григорій та Павло Лисенки, Сергій Сердеченко, Михайло Соломаха, Василь та Корній Падалки; а також майстри кролевецького ткацького цеху Федір та Ілля Ринді, Дмитро та Ігнат Лукаші й інші. Особливого розвитку ткацький промисел набув у ХІХ — на початку ХХ століття, коли в місті періодично проходив великий Хрестовоздвиженський ярмарок. У цей час наймасовішою групою ткачів виступали так звані «відпарники» — незаможні майстри-надомники, які віддавали готову продукцію скупникам (наприклад, Риндіну). На всесвітній виставці в Парижі 1900 року бавовняні вироби гурту кролевецьких ткачів були відзначені срібною нагородою. Каталог виставки увічнив імена талановитих кролевчан Якова Максиміляна, Михайла Отроха, Григорія Реви, Івана Риндіна, Федора Ринді та Олексія Тарабана. У 1922 році ткачі-надомники об'єдналися в кустарно-ткацьку артіль «Відродження» (з 1960 року — «Фабрика художнього ткацтва»). Як свідчать історичні дані, традиційно ткацтвом займалися як чоловіки, так і жінки. Сьогодні носіями технології переборного ткацтва переважно є жінки. Наразі одним із головних способів реалізації (збуту) тканих кролевецьких рушників є індивідуальні замовлення та діяльність КП «Кролевецькі рушники».

## Техніка та орнаментика
Для виготовлення рушника використовують ручний верстат з чотирма підніжками, човник, цівки, снівницю, для снування основи, натуральні бавовняні нитки білого та червоного кольорів, малюнки орнаменту рушника. Кролевецьке переборне ткацтво включає кілька технік, за допомогою яких майстри тчуть вироби з одностороннім або двостороннім орнаментом. Так, до односторонніх технік належать: «зі зміною проступів», «з вибором», «рушникова» (з однією закріплювальною ниткою), «миропільська». А до двохсторонніх — «під полотно» (полотняний перебор), «під парки» (обобічний перебор"), «під парки з вибором», «під репс». До середини ХІХ століття майстри використовували лляне прядиво, яке вибілювалося та фарбувалося в червоний колір за допомогою природного барвника, виготовлено з червця, материнки тощо. Сучасні кролевецькі майстри використовують фабричні бавовняні нитки білого та червоного кольорів. Вироби кролевецького ткацтва вирізняються не лише технікою виготовлення та біло-червоною колористикою, а й багатою орнаментикою, що робить їх впізнаваними. Загалом на кролевецьких рушниках можна побачити геометричні та геометризовані рослинні й зооморфні орнаменти. Серед них: ромби (простий, із крапкою посередині, декорований завитками — «баранячими ріжками», ромб з гачками — «жаба», зубчиками — «грабельками»); прямокутники; квадрати; трикутники й зигзаги; хрести; восьмикутні зірки («повна рожа»); дерево роду (специфічно зображене на кролевецьких рушниках як трійчастий свічник). У середовищі майстрів побутують ще й такі назви орнаментів: «дамочки», «кружки́», «котушки», «піскові годинники», «шулики», «орлики» тощо.
На давніх рушниках кролевецьких майстрів поширені стилізовані квіткові мотиви, восьмикінцеві розетки, медальйони, півні, журавлі. Цвітуть «дерева життя», вазони з квітами. Улюбленими були малюнки так званих «свічників», із яких, піднімаються вгору червоні квіти. Поширені були так звані «орляні» рушники із двоголовими орлами. Як варіант, траплялись також двоголові орли з опущеними крилами. Згідно з твердженням етнографа та археолога Хведора Вовка, зображення царського герба хронологічно відповідало візерункам гербів на грошах.

## Кролевецькі ткані рушники у традиційній культурі та побуті
Кролевецькі ткані рушники — сталий складник української традиційної культури. Так, рушник став одним із компонентів весільного строю нареченої і його використання у такій якості засвідчують давні світлини з Чернігівщини, Черкащини, Дніпропетровщини, Полтавщини, Харківщини, Сумщини. Молода довершувала своє святкове вбрання, підперізуючись «королевським», «червоним», «орловським» рушником. Різнилися й способи зав'язування рушника на поясі: його могли зав'язувати вузлом, перекручувати як джгут, пишно розправляти сторони рушника наперед, залишати петлю для руки. Причому підперізування кролевецьким рушником зафіксовано ще в 1970-х роках, коли весільне вбрання загалом змінилося. Підперізуватися могла й дружка нареченої. На традиційному весіллі кролевецький рушник також використовували і для обв'язування короваю, перев'язування сватів тощо. Окрім цього кролевецькі рушники, й, зокрема, божники є частиною традиційного інтер'єру української хати Лівобережжя й Наддніпрянщини, а також сучасних інтер'єрів. Загалом серед асортименту виробів кролевецьких майстрів та майстринь усіх часів — не лише рушники звичайні й весільні, а й скатертини-настільники, божники для оздоблення ікон, сувенірні рушнички та серветки. Зараз вироби кролевецьких майстринь користуються попитом не лише у традиційному вжитку: спеціально створені елементи послугували ядром дизайнерської колекції «Вільний птах» дизайн-студії «ART'elь moda»; мотиви кролевецького ткацтва були використані в колекції молодіжного одягу до 27-ї річниці незалежності України (2018 р.).

## Майстрині та майстри кролевецького переборного ткацтва
Нині технологію кролевецького переборного ткацтва зберігають безпосередні носії: Коноваленко Євдокія Андріївна (1931—2023), Калмикова Раїса Іванівна (1951 р.н.), Мироненко Валентина Олександрівна (1963 р.н.), Минтус Людмила Миколаївна (1959 р.н.), Петрова Олена Анатоліївна (1963 р.н.), Борисенко Ольга Богданівна (1964 р.н.), Зінченко Тетяна Володимирівна (1968 р.н.), Гецевич Валентина Петрівна (1971 р.н.). Передача технології наступному поколінню відбувається шляхом формальної та неформальної освіти. Майстрині кролевецького ткацтва беруть участь у виставках та проводять майстеркласи. Зокрема, майстриня Валентина Гецевич на базі Музею Кролевецького ткацтва навчає технології кролевецького переборного ткацтва юних мешканок Кролевця та проводить майстер-класи для всіх охочих. Деякі з майстринь працевлаштовані у закладах, безпосередньо пов'язаних із передачею та збереженням кролевецького переборного ткацтва (так, Людмила Минтус — майстер виробничого навчання Державного професійно-технічного навчального закладу «Кролевецьке вище професійне училище»; Тетяна Зінченко — майстриня Комунального підприємства «Кролевецькі рушники»). З'являються молоді майстрині та майстри — випускники Державного професійно-технічного навчального закладу «Кролевецьке вище професійне училище». Упродовж 2016—2018 років технологію кролевецького переборного ткацтва опанували: Лисоконь Юлія, Перерва Аліна, Гецевич Анна, Боровик Дар'я, Пустовіт Дмитро, Ілляшенко Олександра, Батанова Олена, Іллюхіна Олександра, Борзанець Ольга, Тищенко Едуард. Майстрині Юлія Лисоконь та Аліна Перерва є працівницями Комунального підприємства «Кролевецькі рушники».
Наказом Міністерства культури України від 12.02.2018 № 105 Кролевецьке переборне ткацтво включене у Національний перелік елементів нематеріальної культурної спадщини України.

## Галерея

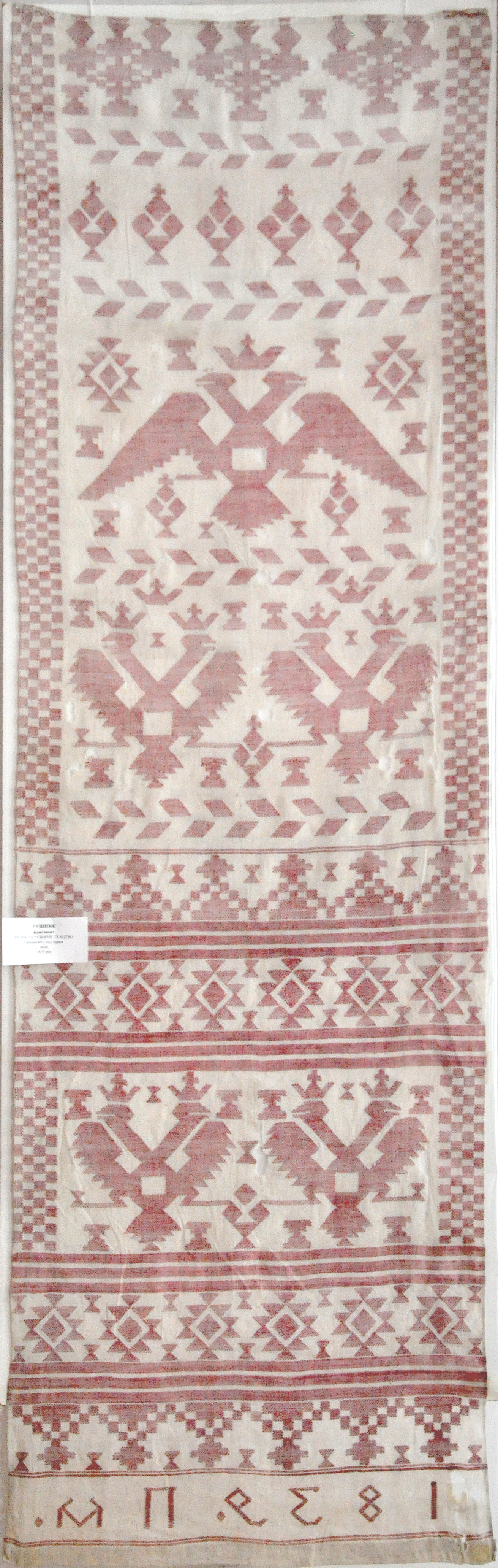
Рушник кролевецький тканий, обрядовий, 1839 р. Із колекції Музею кролевецького ткацтва. Фото надала І.Пурига
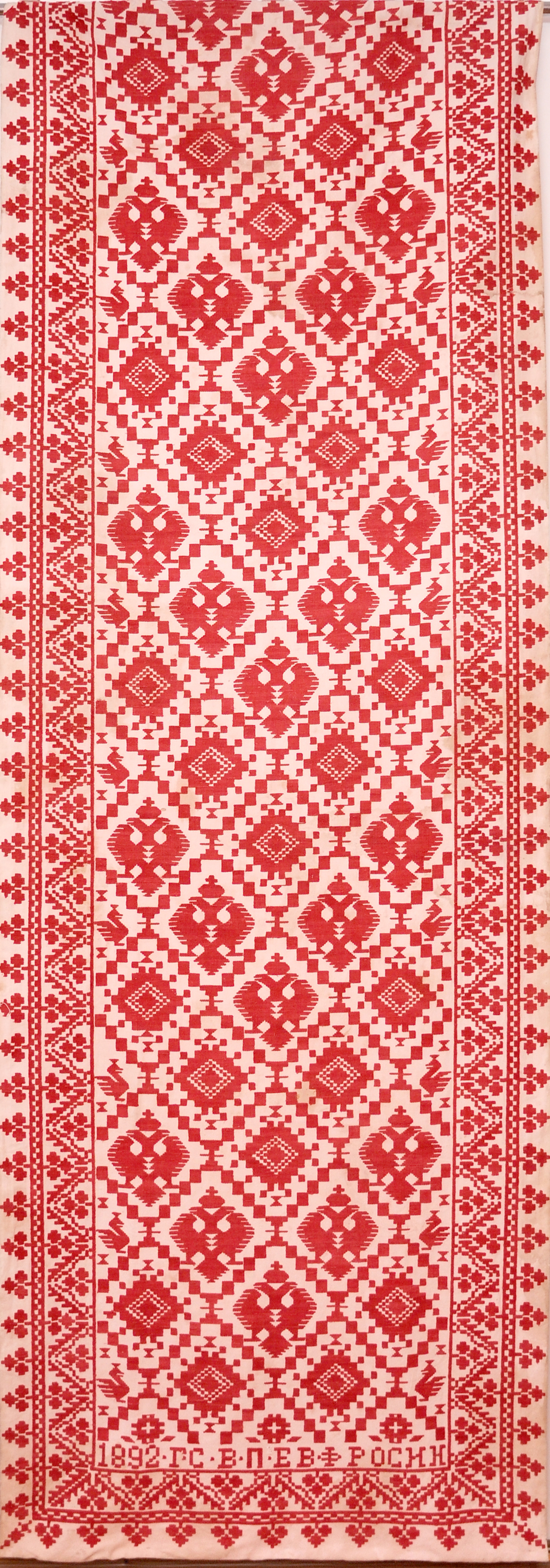
Настільник кролевецький тканий, 1892 р. Із колекції Музею кролевецького ткацтва. Фото надала І.Пурига
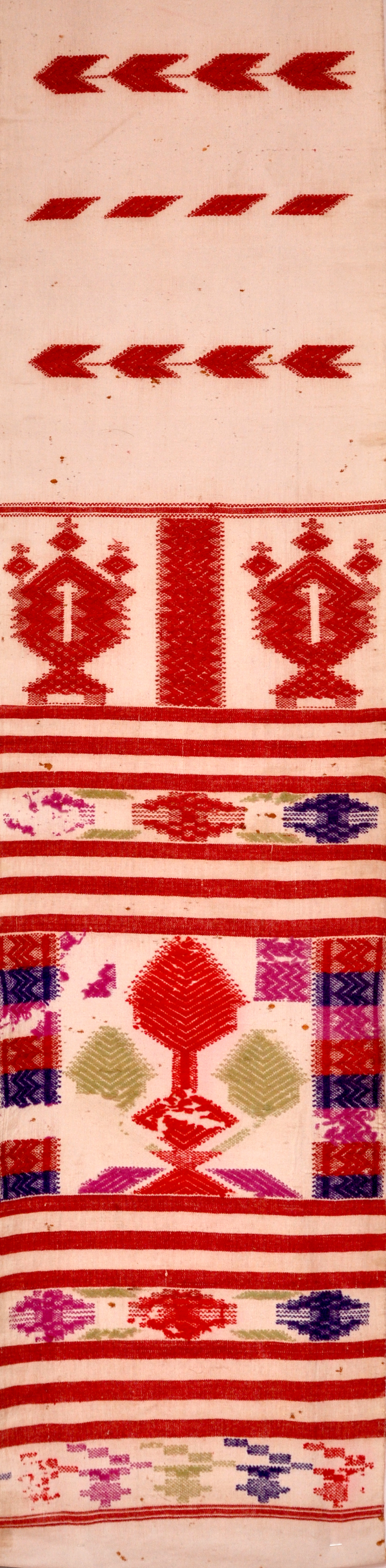
Рушник кролевецький тканий, обрядовий, початок ХХ ст. Із колекції Музею кролевецького ткацтва. Фото надала І.Пурига
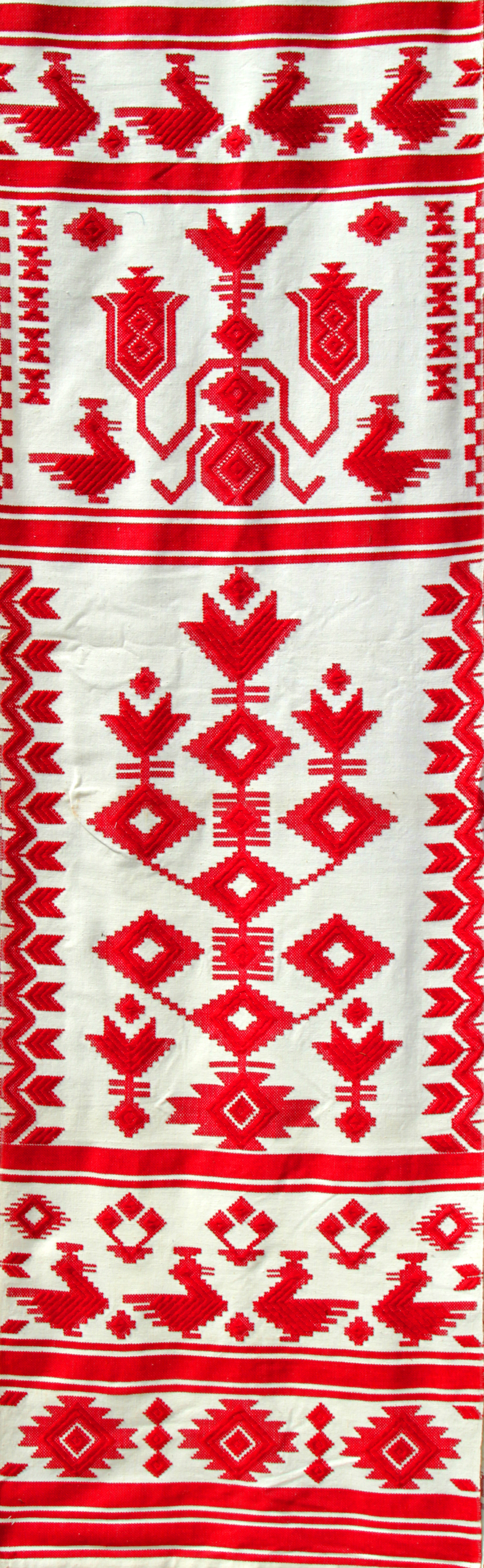
Рушник кролевецький тканий, обрядовий, 50-ті рр. ХХ ст. Із колекції Музею кролевецького ткацтва. Фото надала І.Пурига
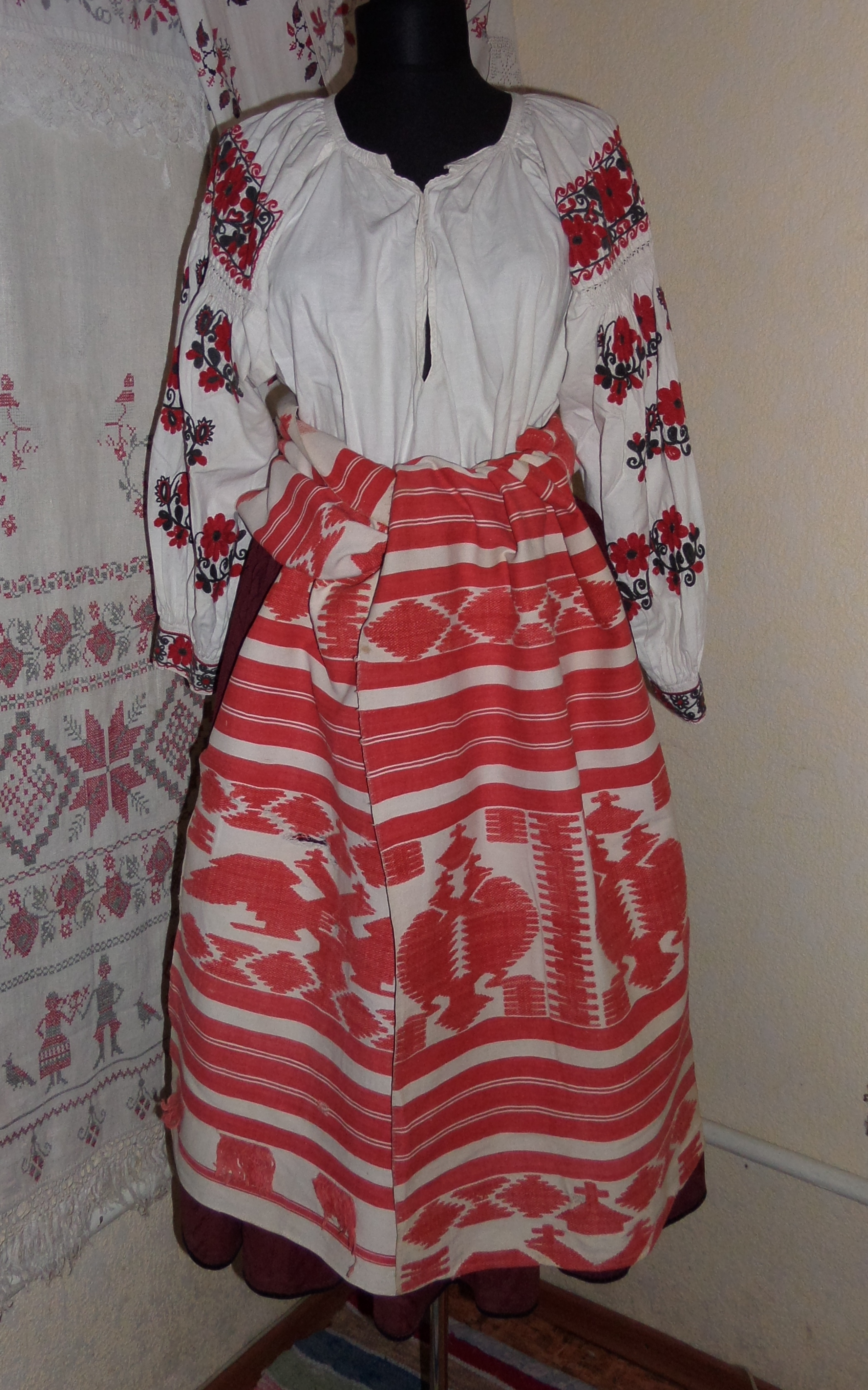
Традиційне весільне вбрання нареченої, с. Ямне Великописарівського району Сумської області. Фото В.Гавриленко
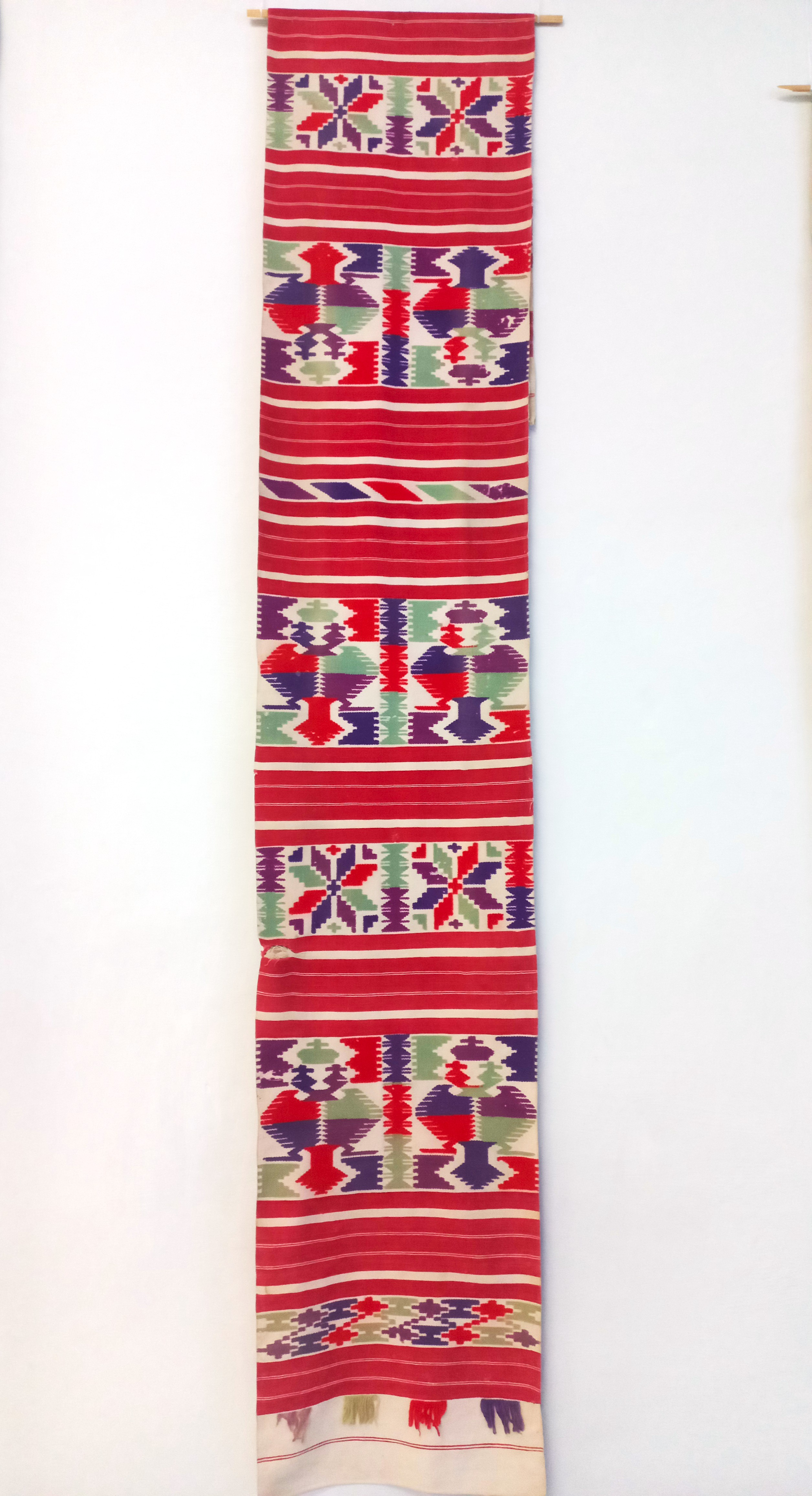
Кролевецький тканий рушник
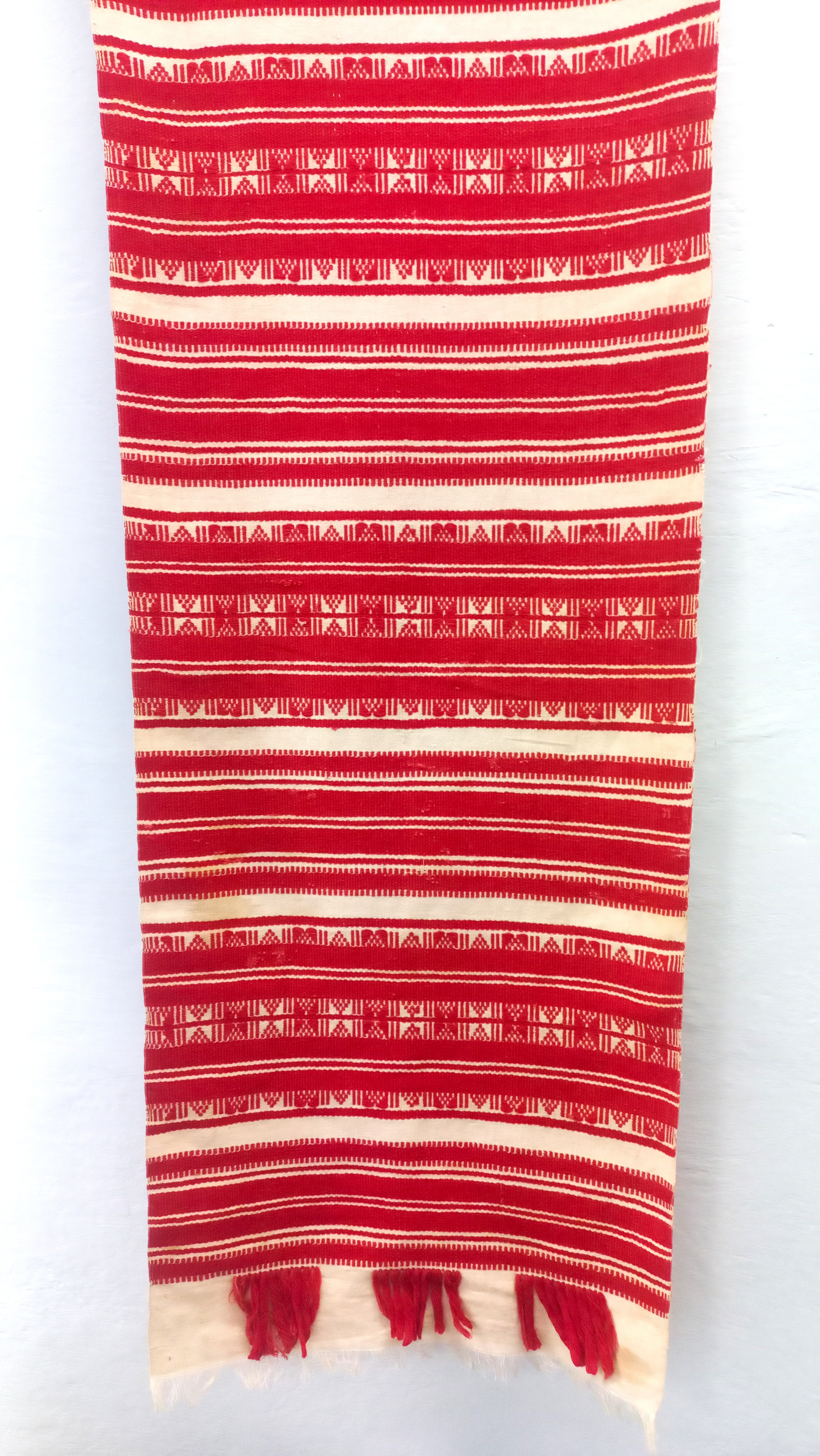
Кролевецький тканий рушник